# Gomphillaceae
Gomphillaceae is een botanische naam voor een familie van korstmossen behorend tot de orde Ostropales. Het typegeslacht is Gomphillus. 

## Geslachten
De familie bestaat uit de volgende 27 geslachten:
| Naam              | Auteur                                | Jaar | Aantal soorten |
| ----------------- | ------------------------------------- | ---- | -------------- |
| Actinoplaca       | Müll.Arg.                             | 1891 | 3              |
| Aderkomyces       | Bat.                                  | 1961 | 28             |
| Aplanocalenia     | Lücking, Sérus. & Vězda               | 2005 | 1              |
| Arthotheliopsis   | Vain.                                 | 1896 | 5              |
| Asterothyrium     | Müll.Arg.                             | 1890 | 41             |
| Aulaxina          | Fée                                   | 1825 | 16             |
| Calenia           | Müll.Arg.                             | 1890 | 43             |
| Caleniopsis       | Vězda & Poelt                         | 1987 | 2              |
| Corticifraga      | D.Hawksw. & R.Sant.                   | 1990 | 9              |
| Diploschistella   | Vain.                                 | 1926 | 5              |
| Echinoplaca       | Fée                                   | 1825 | 41             |
| Ferraroa          | Lücking, Sérus. & Vězda               | 2005 | 1              |
| Gomphillus        | Nyl.                                  | 1855 | 6              |
| Gyalectidium      | Müll.Arg.                             | 1881 | 49             |
| Gyalidea          | Lettau ex Vězda                       | 1996 | 56             |
| Gyalideopsis      | Vězda                                 | 1972 | 100            |
| Hippocrepidea     | Sérus.                                | 1997 | 1              |
| Jamesiella        | Lücking, Sérus. & Vězda               | 2005 | 4              |
| Lithogyalideopsis | Lücking, Sérus. & Vězda               | 2005 | 4              |
| Paratricharia     | Lücking                               | 1997 | 1              |
| Paragyalideopsis  | Etayo                                 | 2017 | 4              |
| Phyllogyalidea    | Lücking & Aptroot                     | 2008 | 2              |
| Psorotheciopsis   | Rehm                                  | 1900 | 10             |
| Rolueckia         | Papong, Thammath. & Boonpr.           | 2008 | 3              |
| Rubrotricha       | Lücking, Sérus. & Vězda               | 2005 | 2              |
| Taitaia           | Suija, Kaasalainen, Kirika & Rikkinen | 2018 | 1              |
| Tricharia         | Fée                                   | 1825 | 49             |